# Cambridge Audio
Pour les articles homonymes, voir Cambridge (homonymie).

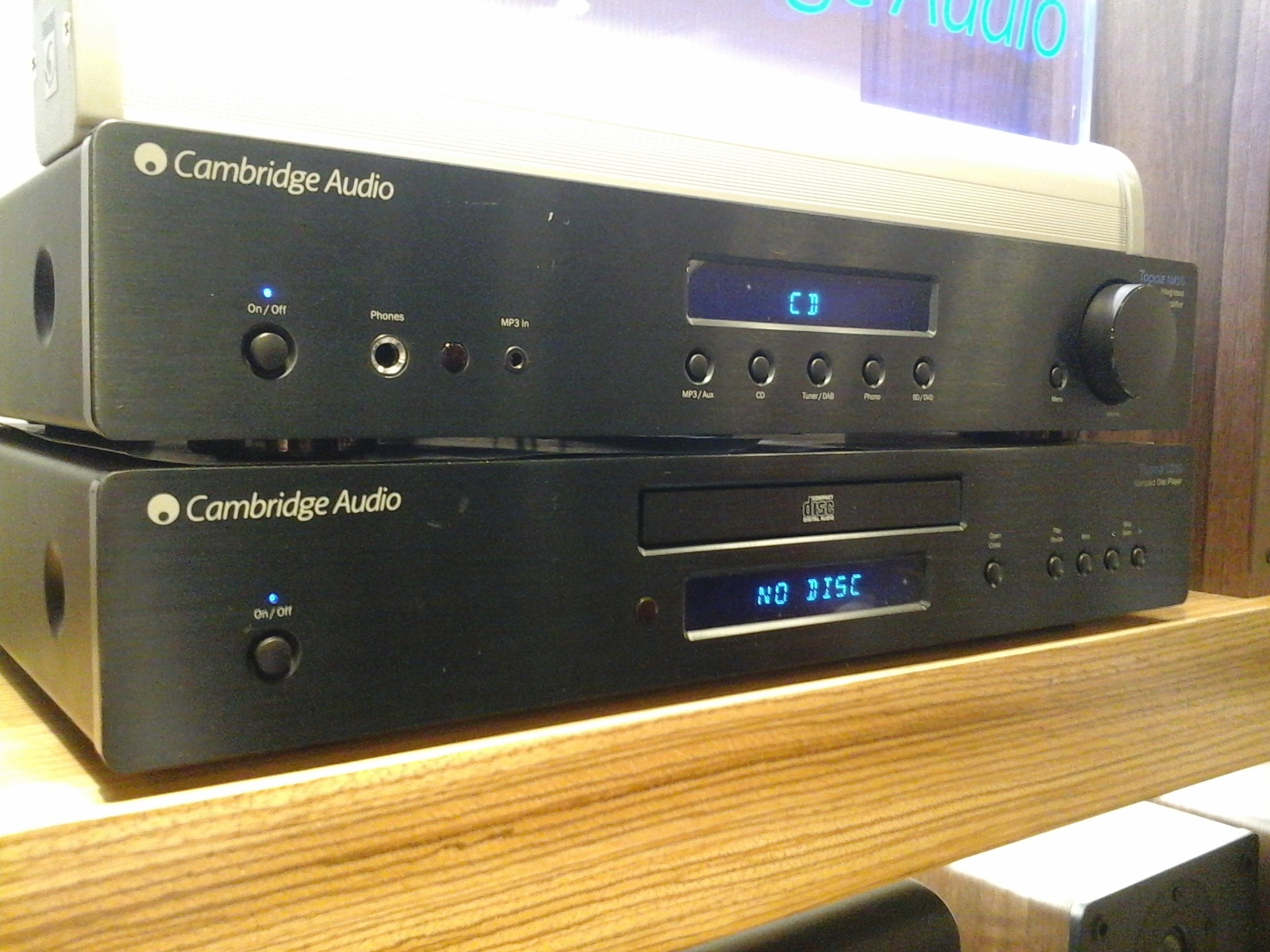
Un ampli et lecteur de CD Cambridge Audio.

Cambridge Audio est une société britannique présente sur le marché de la haute fidélité depuis 1968. Cette société a apporté certaines innovations technologiques sur ce marché[Lesquelles ?].
Cambridge Audio est connu pour se préoccuper d'allier l'utilisation de composants de bonnes performances dans ses produits tout en développant un design particulier[réf. nécessaire].

## Audio professionnelle
- Amplificateur électronique
- Technologies des musiques amplifiées